# Kamnik Bistrica
Kamnik Bistrica (inaczej Kamniška Bistrica) – rzeka w centralnej części Słowenii, lewy dopływ Sawy. Ma długość 33 km, powierzchnię zlewni 530 km² i średni przepływ wynoszący 7,21 m³/s (w Kamniku).

## Przebieg i opis
Kamniška Bistrica przepływa przez dwa zupełnie odmienne krajobrazy: w górnym biegu jest prawdziwą rzeką górską i płynie przez przeważnie zalesioną, słabo zaludnioną dolinę Kamniškiej Bistricy, a w środkowym i dolnym biegu przepływa przez własne żwirowe aluwium na dnie Kotliny Lublańskiej, przez gęsto zaludniony i zurbanizowany obszar.
Za początek rzeki uważa się malownicze krasowe źródło w postaci małego jeziora w pobliżu osady Kamniška Bistrica, ale rzeka czerpie wodę również z kilku innych źródeł. Nieco niżej pozostałe źródła są mniej lub bardziej sporadyczne i często wysychają (np. źródło pod Mokricą lub Studenci, Prosek, Izvir pod hlevom).
Od źródła rzeka płynie w dół ze znaczną stromizną przez las, a niecały kilometr poniżej nagle wpada na dno doliny o szerokości około 100 m, przekształconej przez lodowiec. W dolinie tej wyrzeźbione zostały do 30 m głębokości rynny gór z pionowymi wapiennymi ścianami nad wartkim nurtem rzeki. Poniżej rynien dopływa do niej od lewej Kamniška Bela, a następnie płynie wzdłuż zalesionego dna doliny. W następnym odcinku rzeki dolina ponownie się zwęża, strome, zalesione zbocza opadają prosto do rzeki. Ta część doliny została wyrzeźbiona przez rzekę w wapieniach triasowych i dolomitach oraz czerwonawych keratofirach kwarcowych. Nieco powyżej Stahovicy rzeka ponownie wpływa w jasnoszare wapienie, w których na zachodnim zboczu nad rzeką znajduje się duży kamieniołom. W Stahovicy najpierw łączą się z nią dopływy Črna z lewej i Bistričica z prawej, a dopiero nieco dalej rzeka opuszcza Alpy Kamnickie i wpływa do Kotliny Lublańskiej. Dolina stopniowo się rozszerza, a od Zgornje Stranje w dół, po lewej stronie, między Godičem a Mekinjem, towarzyszy jej szeroki żwirowy taras.
W Kamniku Bistrica przyjmuje lewy dopływ Nevljica z doliny Tuhinjskiej i kontynuuje swój bieg na południe, mijając miasto. Następnie  w płaskiej części doliny odchodzą od niej dwa sztuczne koryta rzeczne: Radomeljska mlinščica na lewym brzegu i Homška mlinščica na prawym brzegu. Oba zostały w przeszłości zbudowane przez miejscową ludność w celu zaopatrzenia w wodę młynów i innych urządzeń, których nie można było umieścić wzdłuż koryta rzeki ze względu na jej rwący charakter.
W miejscowości Domžale do rzeki wpada lewy dopływ Rača, a u ich ujścia Kamniška Bistrica na krótko zbliża się do wschodniej krawędzi Kotliny Lublańskiej, a następnie kontynuuje swój bieg na południe lekko krętym korytem. Z obu stron otacza ją szeroka równina zalewowa. W pobliżu Beričeva dopływa do niej z prawej strony ostatni duży dopływ, Pšata. Ostatecznie rzeka uchodzi w północno-wschodniej części Lublany do rzeki Sawy.